# Kaple Notre Dame de Beauvoir
Kaple Notre Dame de Beauvoir je dominantou městečka Moustiers-Sainte-Marie ležícího ve francouzském departementu Alpes-de-Haute-Provence v regionu Provence-Alpes-Côte d'Azur. Kaple je od 30. května 1921 zapsána na seznamu historických památek Francie.

## Poloha
Kaple byla postavená mezi 12. a 16. stoletím na zbytcích mariánského chrámu z 5. století na skalním výběžku mezi horskými štíty spojenými řetězem se zlatou hvězdou. Z městečka tam vede schodiště s křížovou cestou se zastaveními zdobenými smaltovanými deskami. Od kaple jsou výhledy na panorama údolí řeky Maire a náhorní plošiny Valensole.

## Popis
Kaple Notre-Dame-de-Beauvoir má románskou kruchtu, které dominuje malá zvonice z 12. století. Dřevěné dveře pocházejí z období renesance. Uvnitř jsou první dvě pole lodi románská a pocházejí z 12. století, další dvě pole jsou gotická z přestavby roku 1536, stejně jako apsida. 
Nad kaplí je mezi dvěma horami zavěšena na dlouhém řetězu zlatá hvězda. O původu této hvězdy se vypráví několik legend. 
Podle legendy, kterou zaznamenal provensálský básník a spisovatel Frédéric Mistral, rytíř Blacas, který byl v roce 1249 zajat na sedmé křížové výpravě mameluky v Damiettě, slíbil, že pokud se jednoho dne vrátí domů, věnuje Panně Marii pomník. Když se vrátil živý a zdravý, svůj slib dodržel a nechal zde zavěsit šestnácticípou hvězdu, znak svého rodu. 
Jiná legenda vypráví, že zde spáchali sebevraždu dva milenci z městečka, pocházející ze dvou znepřátelených rodů, které si zakazovaly vzájemnou lásku, a oba rody pak nechaly zavěsit tento řetěz. 
Zlatá hvězda během doby spadla celkem nejméně jedenáctkrát. V roce 1882 byla zavěšena nová, 80 cm velká, s řetězem o hmotnosti 400 kg. Hvězda, která visí dnes, není původní hvězda, ale ta, která byla po pádu v roce 1957 znovu vytvořena. Současný 135 m dlouhý řetěz váží asi 150 kg a hvězda má průměr 115 cm a má nyní jen pět velkých a pět menších paprsků. Naposledy hvězda spadla v roce 1995 a byla nalezena na dně rokle. Místní lidé přispěli na obnovu a o měsíc později byla obnovena a vrácena na své místo.

## Galerie

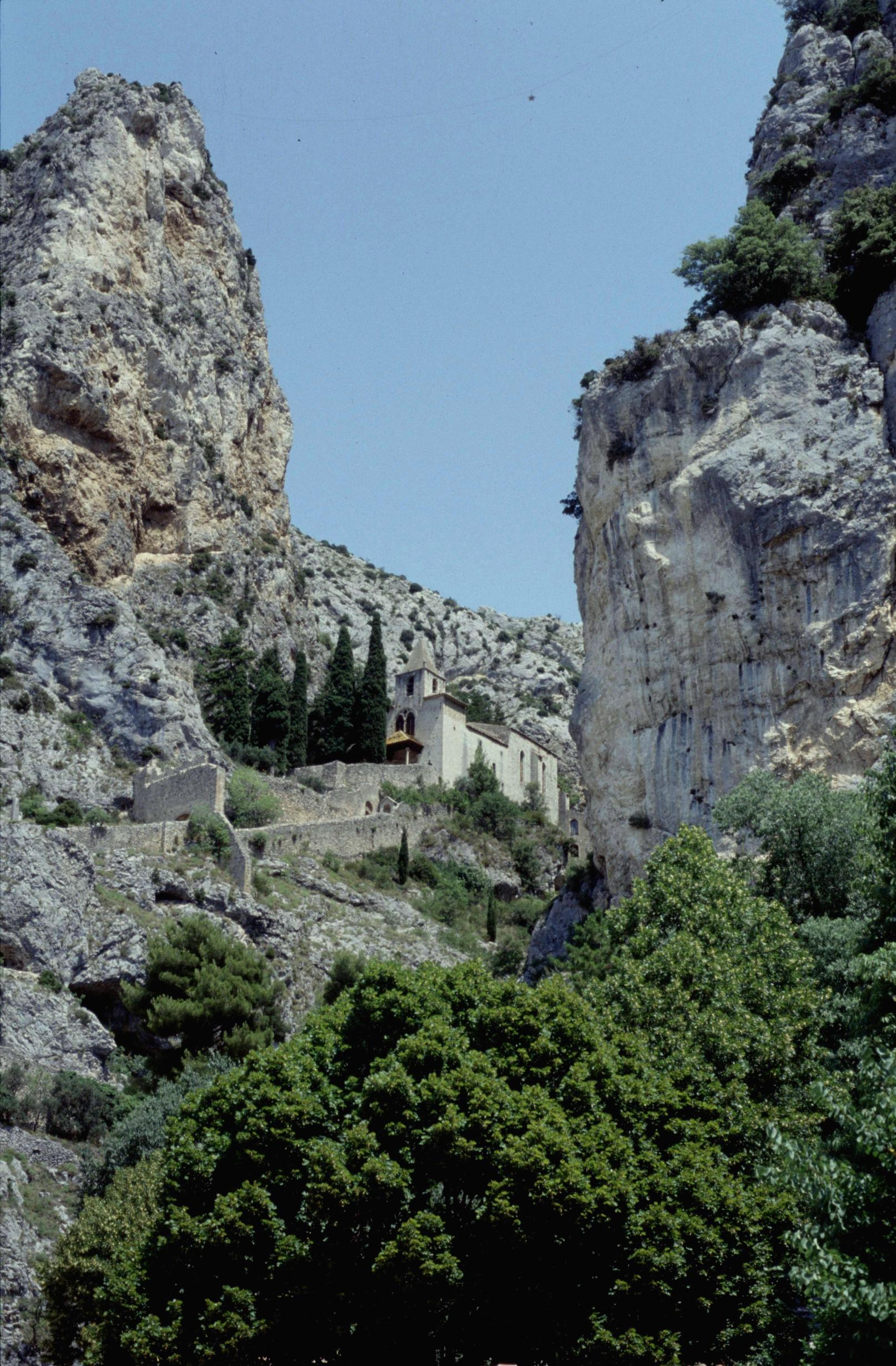
Kaple Notre Dame de Beauvoir
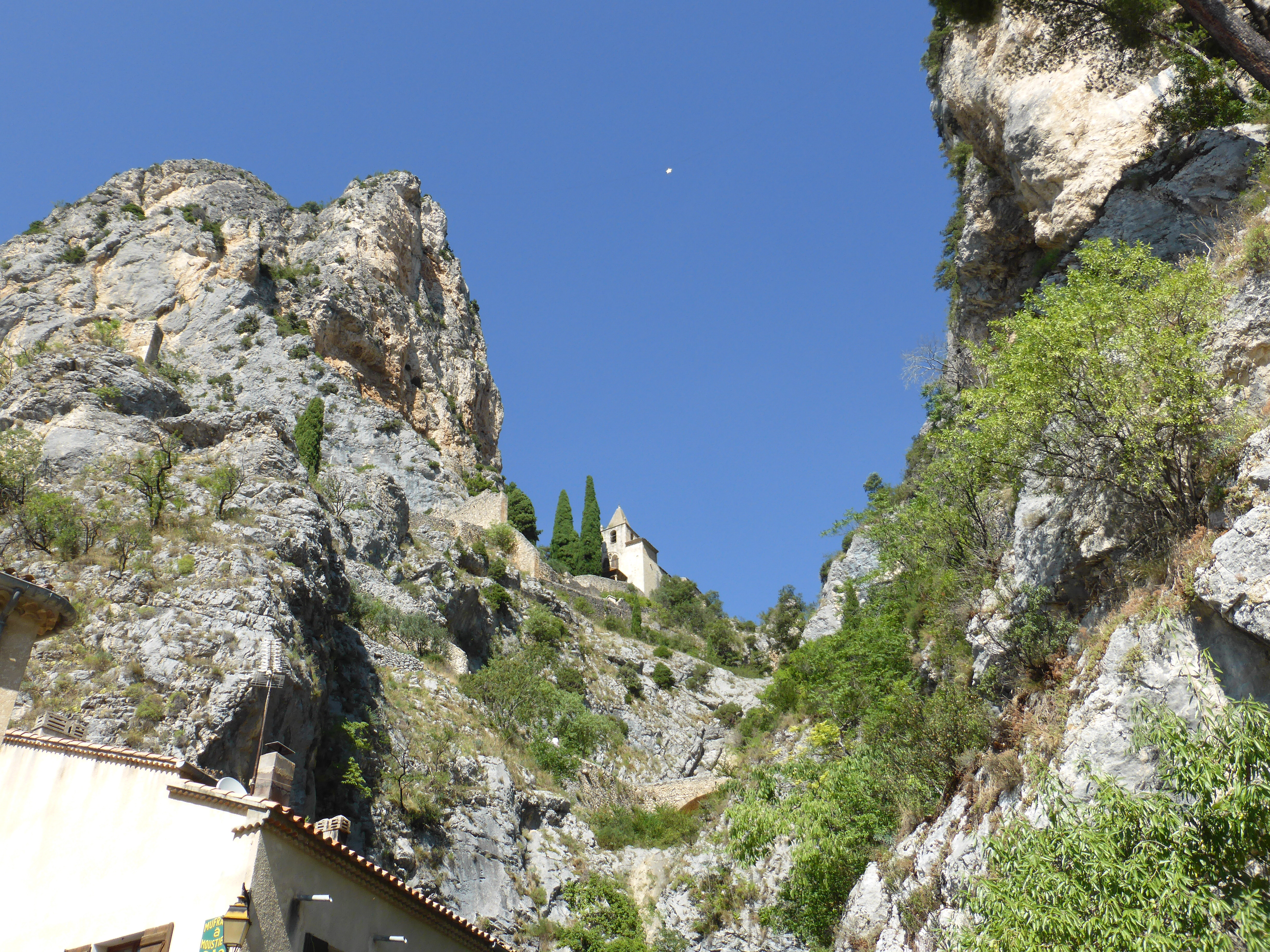
Kaple Notre Dame de Beauvoir
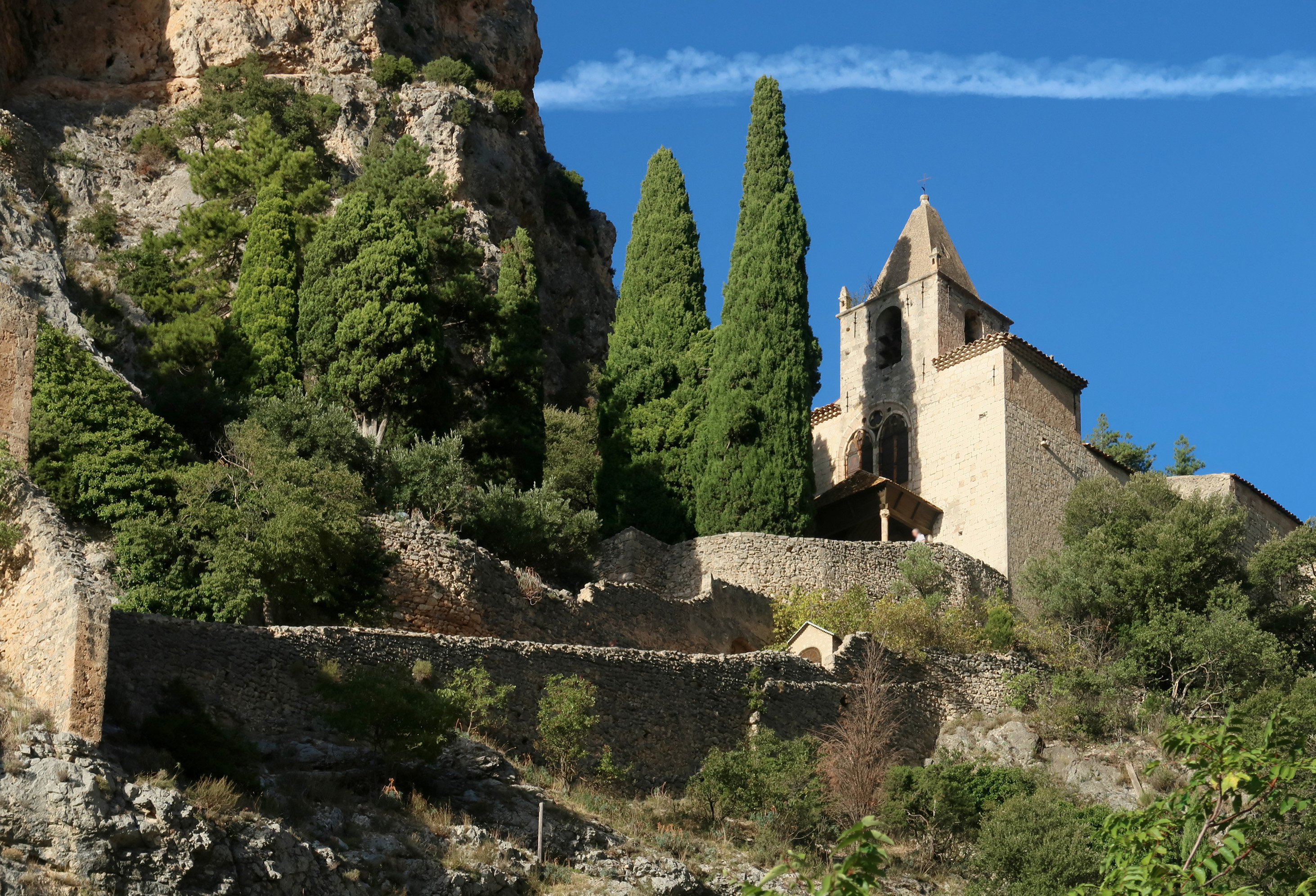
Kaple Notre Dame de Beauvoir
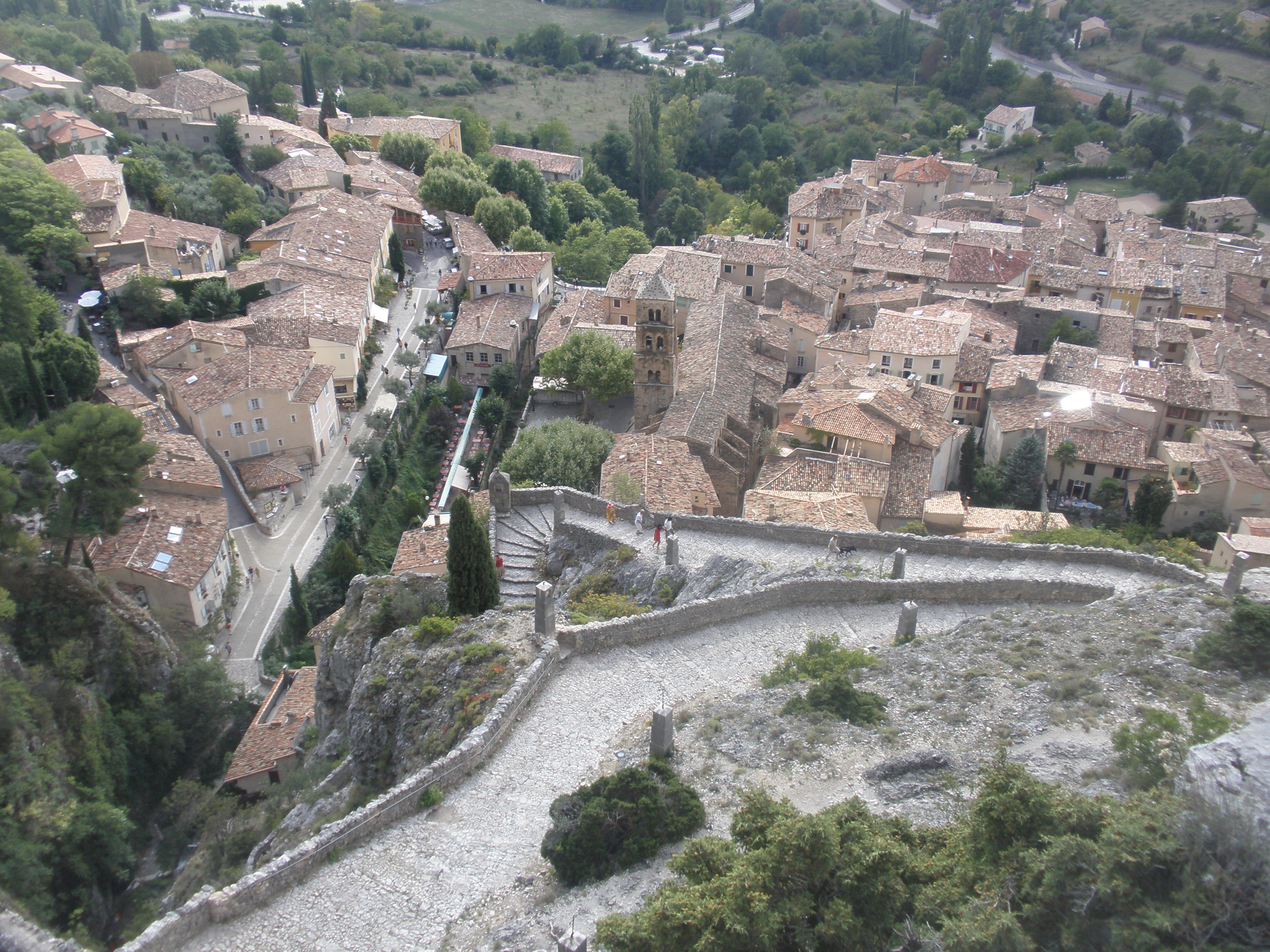
přístupové schodiště ke kapli
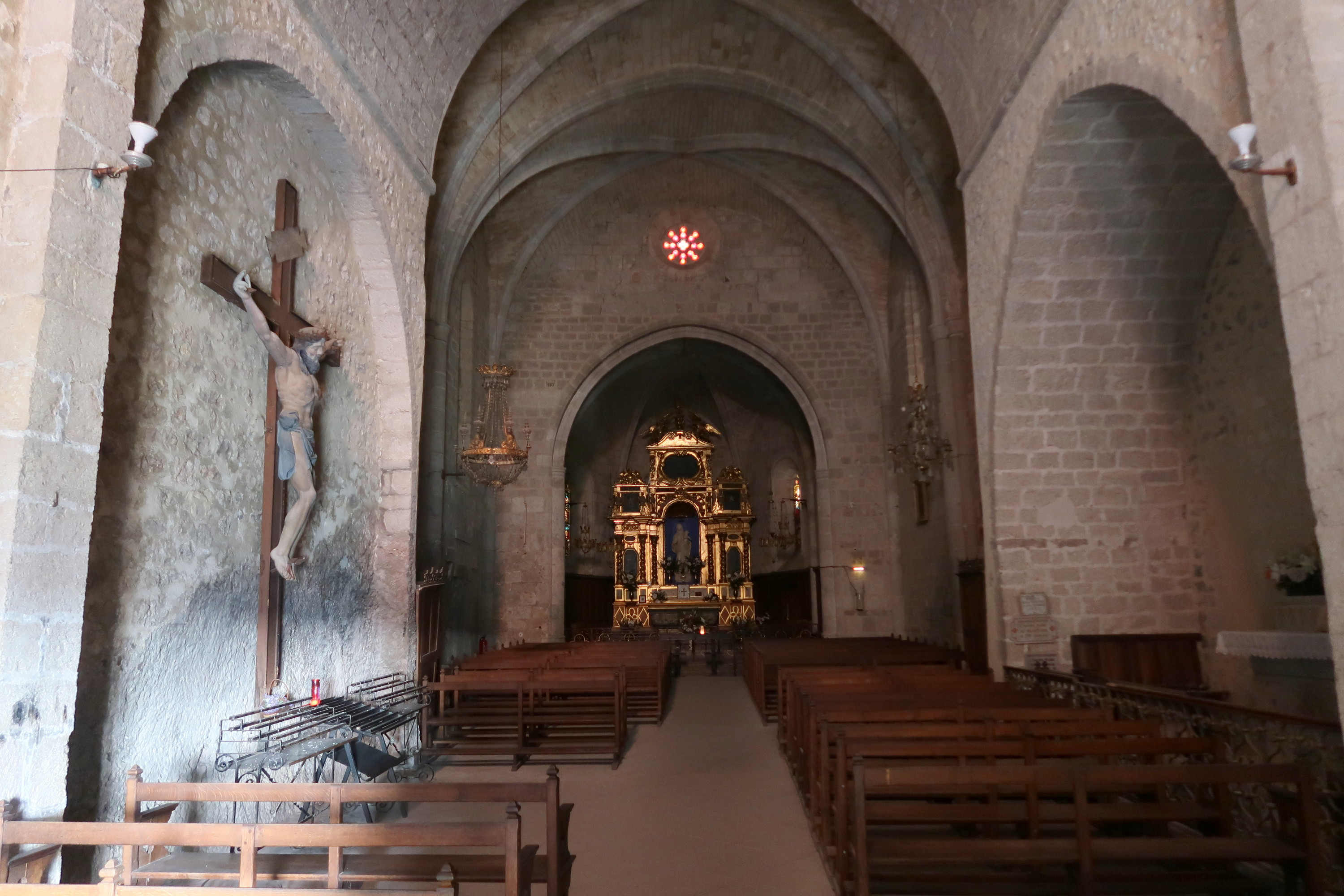
interiér kaple
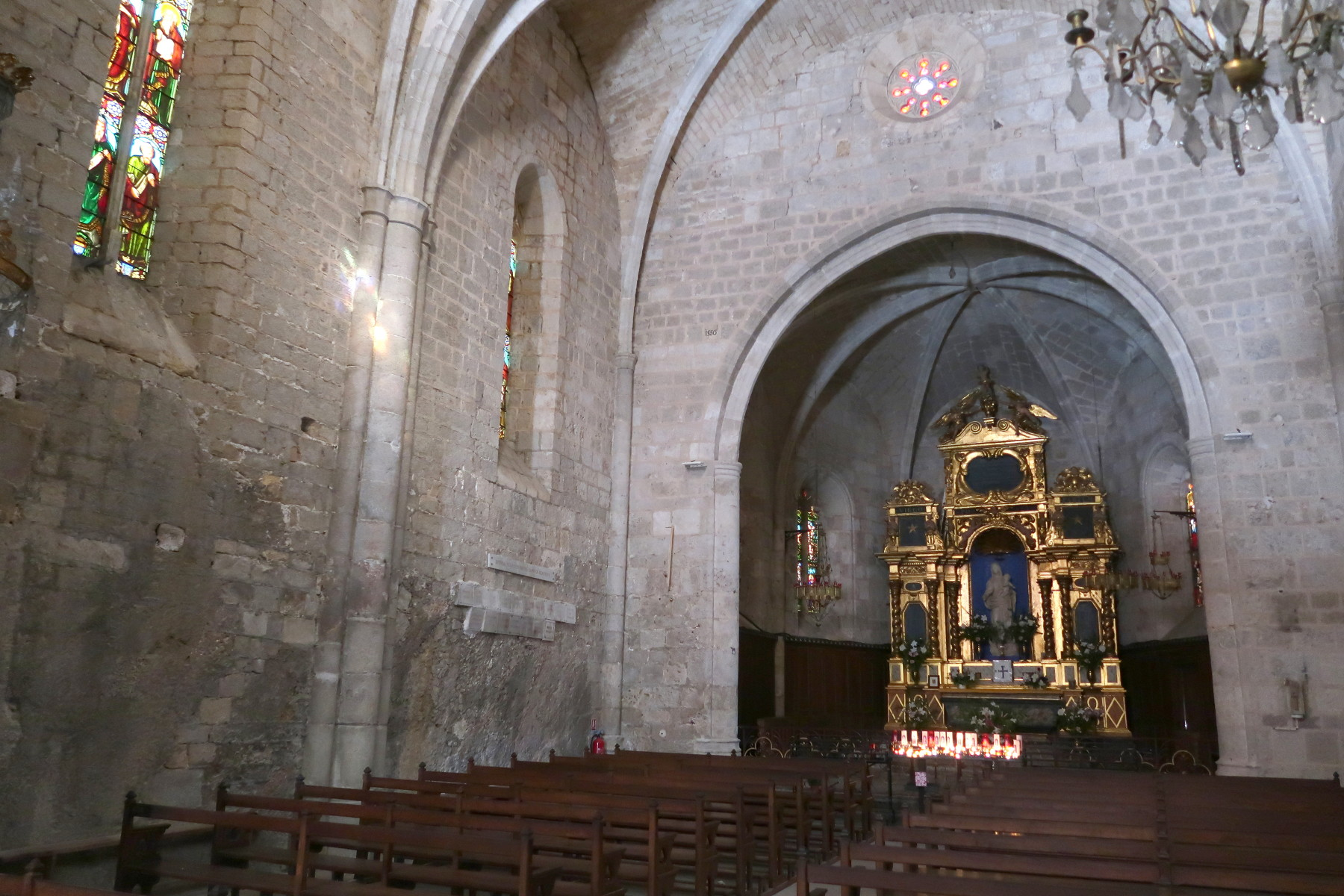
interiér kaple
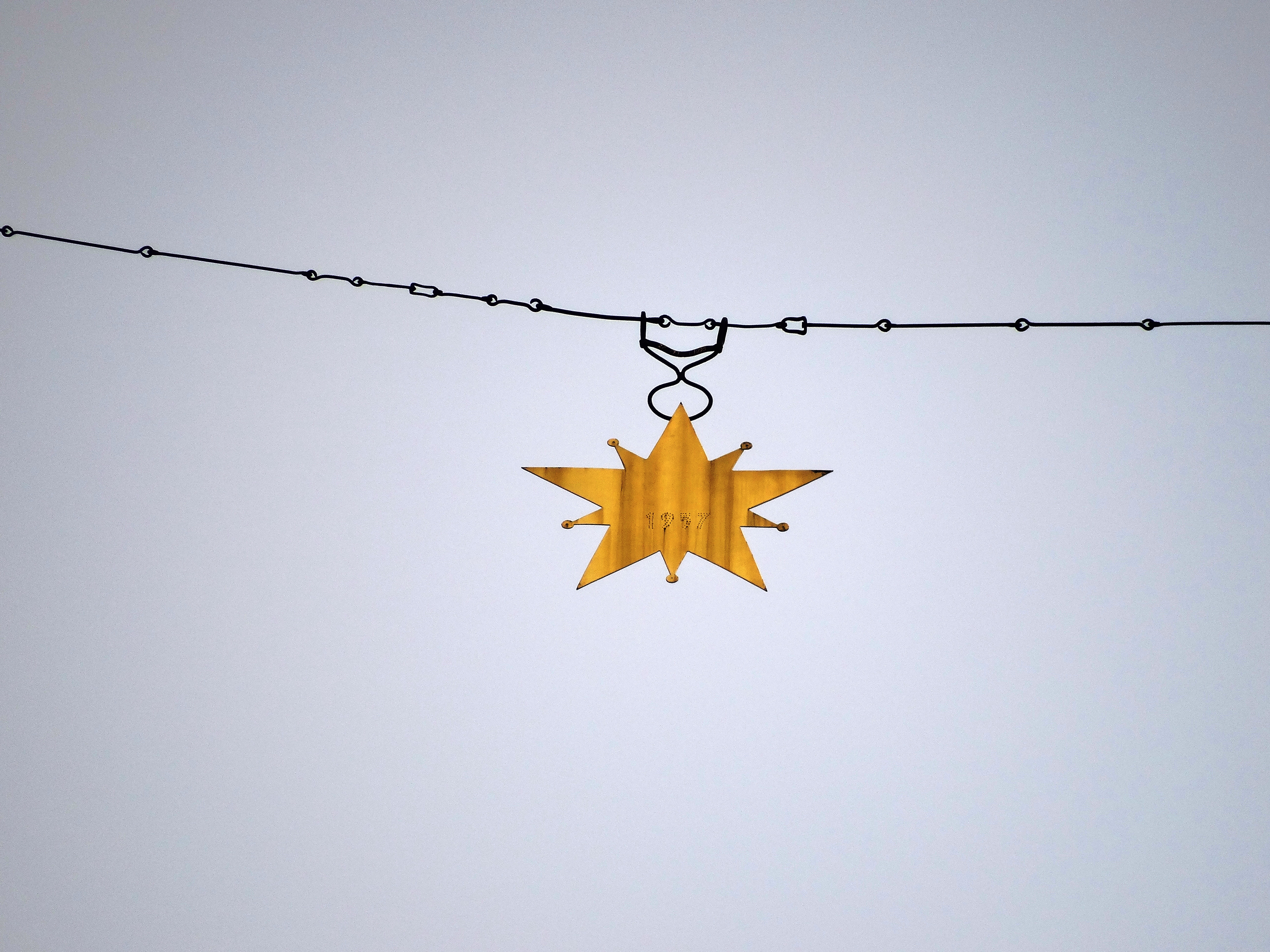
detail zlaté hvězdy nad kaplí